# 아르노 홀츠

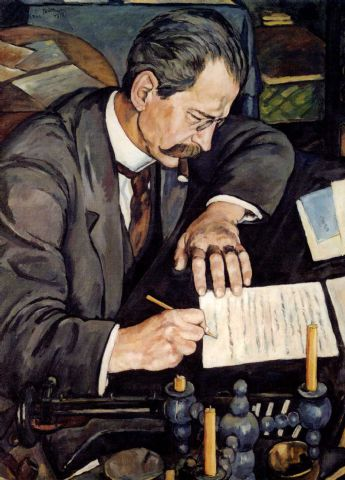
아르노 홀츠

아르노 홀츠(Arno Holz, 1863년 4월 26일 ~ 1929년 10월)는 독일의 시인, 소설가이다.
처음 <시대(時代)의 서(書)>(1885)에 수록된 서정시에서 출발하였다. <예술의 본질과 법칙> 속에서 “예술은 또다시 자연으로 돌아가고자 하는 경향이 있다”라고 하여 철저한 자연주의를 제창하였다. 또 요하네스 슐라프(1862-1941)와 협력하여 <파파 햄릿>(1889)이라는 소설을 익명으로 발표하였다. 이어 저술된 <젤리케 일가(一家)>(1890)라는 희곡에서 주로 일상의 대화(對話)를 통해 표현되는 정교(精巧)하고 철저한 사실주의의 표현은 젊은 하우프트만에게도 영향을 주었다.